# Colección Avándaro, vol. 1
Three Souls in My Mind/Colección Avándaro, vol. 1 es el primer disco de Three Souls In My Mind. Este es un álbum originalmente lanzado en 1970 por la disquera Cisne Raff y reeditado bajo este título por Discos y Cintas Denver en formato casete en 1985 y en disco compacto en 1999.

## Lista de temas
1. «Lenon Blues»
2. «Let Me Swim»
3. «Don't Want You»
4. «Red Dress Lady»
5. «Bring it On Home to Me»
6. «Una y Otra Vez»
7. «Don't Ask Me»
8. «Lolita»
9. «Worried And Lonesome Blues»
10. «Down The Road»
11. «Déjenme Vivir»